# Хьодо Сінго
Сінго Хьодо (яп. 兵藤 慎剛, нар. 29 липня 1985, Нагасакі) — японський футболіст, півзахисник клубу «Консадолє Саппоро».
Виступав, зокрема, за клуб «Йокогама Ф. Марінос», а також молодіжну збірну Японії.

## Клубна кар'єра
У дорослому футболі дебютував 2008 року виступами за команду клубу «Йокогама Ф. Марінос», в якій провів дев'ять сезонів, взявши участь у 268 матчах чемпіонату.  Більшість часу, проведеного у складі «Йокогама Ф. Марінос», був основним гравцем команди.
До складу клубу «Консадолє Саппоро» приєднався 2017 року. Станом на кінець 2017 року відіграв за команду із Саппоро 32 матчі в національному чемпіонаті.

## Виступи за збірну
2005 року залучався до складу молодіжної збірної Японії. У її складі був учасником молодіжного чемпіонату світу 2005 року. На молодіжному рівні зіграв у 4 офіційних матчах.

## Досягнення
- Володар Кубка Імператора (1):

«Йокогама Ф. Марінос»: 2013